# Uzi (esport)
Pour les articles homonymes, voir Uzi (homonymie).
Jian Zi-Hao (chinois : 简自豪), connu sous le pseudonyme de Uzi, est un ancien joueur professionnel chinois d'Esport sur le jeu vidéo League of Legends. Il remporte en 2018 avec son équipe Royal Never Give Up, le titre international du MSI. En 2025, il intègre le Hall of Legends.

## Carrière
Il commence sa carrière au Royal Club en 2012 avec lequel il atteint la finale des Worlds à 2 reprises en 2013 et 2014.
Sa meilleure saison est celle de 2018, où il remporte le MSI toujours avec Royal Never Give Up (qui a changé de nom depuis). Malheureusement, il se blesse au bras en cours de saison et lui et son équipe n'arrive pas à remporter les Worlds malgré le fait qu'ils soient favoris en perdant contre les G2. Grâce à sa notoriété, il signe un contrat d'image avec Nike pour intégrer une campagne de publicité au côté de LeBron James.
Il arrête sa carrière en 2020 à seulement 23 ans, à cause de blessure récurrente au bras,. Il a remporté 2 titres régionaux en LPL et plusieurs titres internationaux au cours de sa carrière.
Considéré comme une légende de sa discipline, il intègre en 2025 le Hall of Legends juste après Faker,.

## Résultats en carrière
| année | tournoi      | classement            | équipe               |
| ----- | ------------ | --------------------- | -------------------- |
| 2013  | World 2013   | finaliste (2e)        | Royal Club           |
| 2014  | World 2014   | finaliste (2e)        | Star Horn Royal Club |
| 2016  | IEM season X | 3e phase de groupe    | Qiao Gu Reapers      |
| 2016  | World 2016   | 1/4 finaliste (5e-8e) | Royal Never Give up  |
| 2017  | World 2017   | 1/2 finaliste (3e-4e) | Royal Never Give up  |
| 2018  | MSI 2018     | Champion              | Royal Never Give up  |
| 2018  | World 2018   | 1/4 finaliste (5e-8e) | Royal Never Give up  |
| 2019  | World 2019   | 3e phase de groupe    | Royal Never Give up  |

| année | tournoi    | classement                       | équipe                           |
| ----- | ---------- | -------------------------------- | -------------------------------- |
| 2013  | LPL Spring | 5e                               | Royal Club                       |
| 2013  | LPL Summer | 4e                               | Royal Club                       |
| 2014  | LPL Spring | 6e                               | Royal Club                       |
| 2014  | LPL Summer | 3e                               | Star Horn Royal Club             |
| 2015  | LPL Spring | 5e-8e                            | Oh My God                        |
| 2015  | LPL Summer | 7e                               | Oh My God                        |
| 2016  | LPL Spring | 4e                               | Qiao Gu Reapers                  |
| 2016  | LPL Summer | 2e                               | Royal Never Give Up              |
| 2017  | LPL Spring | 2e                               | Royal Never Give Up              |
| 2017  | LPL Summer | 2e                               | Royal Never Give Up              |
| 2018  | LPL Spring | Champion                         | Royal Never Give Up              |
| 2018  | LPL Summer | Champion                         | Royal Never Give Up              |
| 2019  | LPL Spring | 5e-6e                            | Royal Never Give Up              |
| 2019  | LPL Summer | 2e                               | Royal Never Give Up              |
| 2022  | LPL Spring | 7e-8e                            | Bilibili Gaming                  |
| 2022  | LPL Summer | N'a pas participé au championnat | N'a pas participé au championnat |
| 2023  | LPL Spring | N'a pas participé au championnat | N'a pas participé au championnat |
| 2023  | LPL Summer | 5e-6e                            | EDward Gaming                    |